# ウォーターパーク駅
ウォーターパーク駅（ウォーターパークえき）、または親水公園駅は、大韓民国仁川広域市中区雲西洞に位置する仁川空港磁気浮上鉄道の駅。

## 駅構造
島式ホーム2面2線を有する地上駅。

## 駅周辺
- 国民体育振興公団　競艇訓練院

## 歴史
- 2010年8月 着工
- 2012年8月 竣工
- 2012年11月  当駅への試運転開始
- 2014年9月  駅開業の無期限延期を決定
- 2015年7月　6月末までの予定であったモデル事業期間を12月末まで延長する申請案を国土交通部に提出
- 2016年2月3日 開業
- 2022年7月14日 - 仁川空港磁気浮上鉄道の営業休止に伴い当駅の営業も休止

## 隣の駅
仁川空港磁気浮上鉄道
●仁川空港磁気浮上鉄道
パラダイスシティ駅 (M04) - ウォーターパーク駅 (M05) - 龍遊駅 (M06)